# Judy Dempsey
Judy Dempsey (Dublín, 1956) és periodista, investigadora sènior de Carnegie Europe i cap de redacció de l'influent blog de relacions internacionals Strategic Europe. Va estudiar història i ciències polítiques al Trinity College de Dublín, abans d'iniciar la seva trajectòria periodística als anys vuitanta amb nombrosos reportatges sobre el centre i l'est d'Europa publicats a The Financial Times, The Irish Times i The Economist. Des del 2001, ha treballat com a corresponsal diplomàtica a Brussel·les de The Financial Times i com a columnista i corresponsal a Alemanya i Europa de l'est de The International Herald Tribune.